# Ferdinand Jodl
Ferdinand Jodl, nemški general, * 23. november 1896, † 9. junij 1956.
Med drugo svetovno vojno je bil General der Gebirgstruppe (general gorskih enot) Gorskega korpusa Norveška. Njegov brat je bil general in vojni zločinec Alfred Jodl.